# Дворец гроссмейстеров Мальтийского ордена

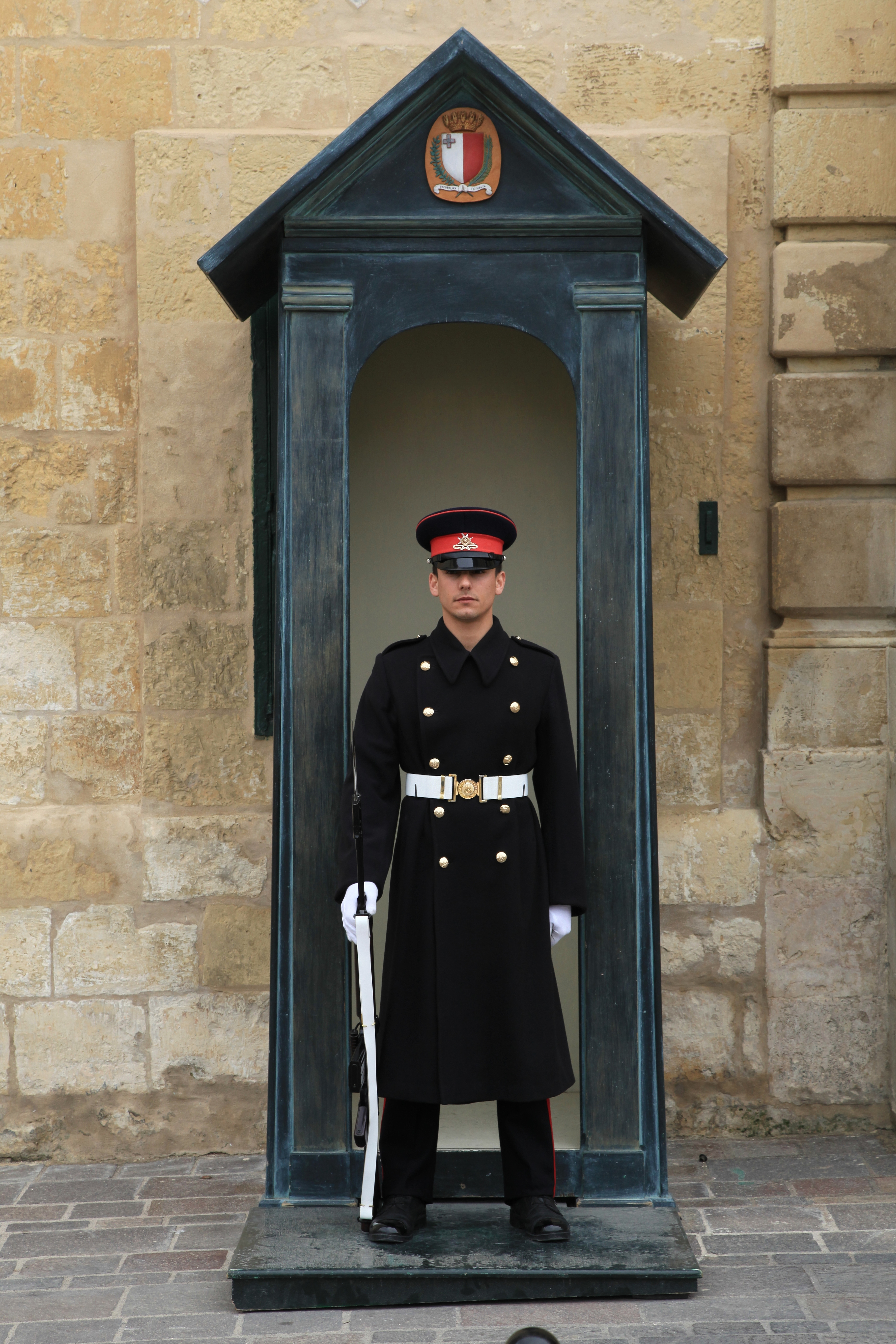
Охранник Вооружённых сил Мальты во дворце

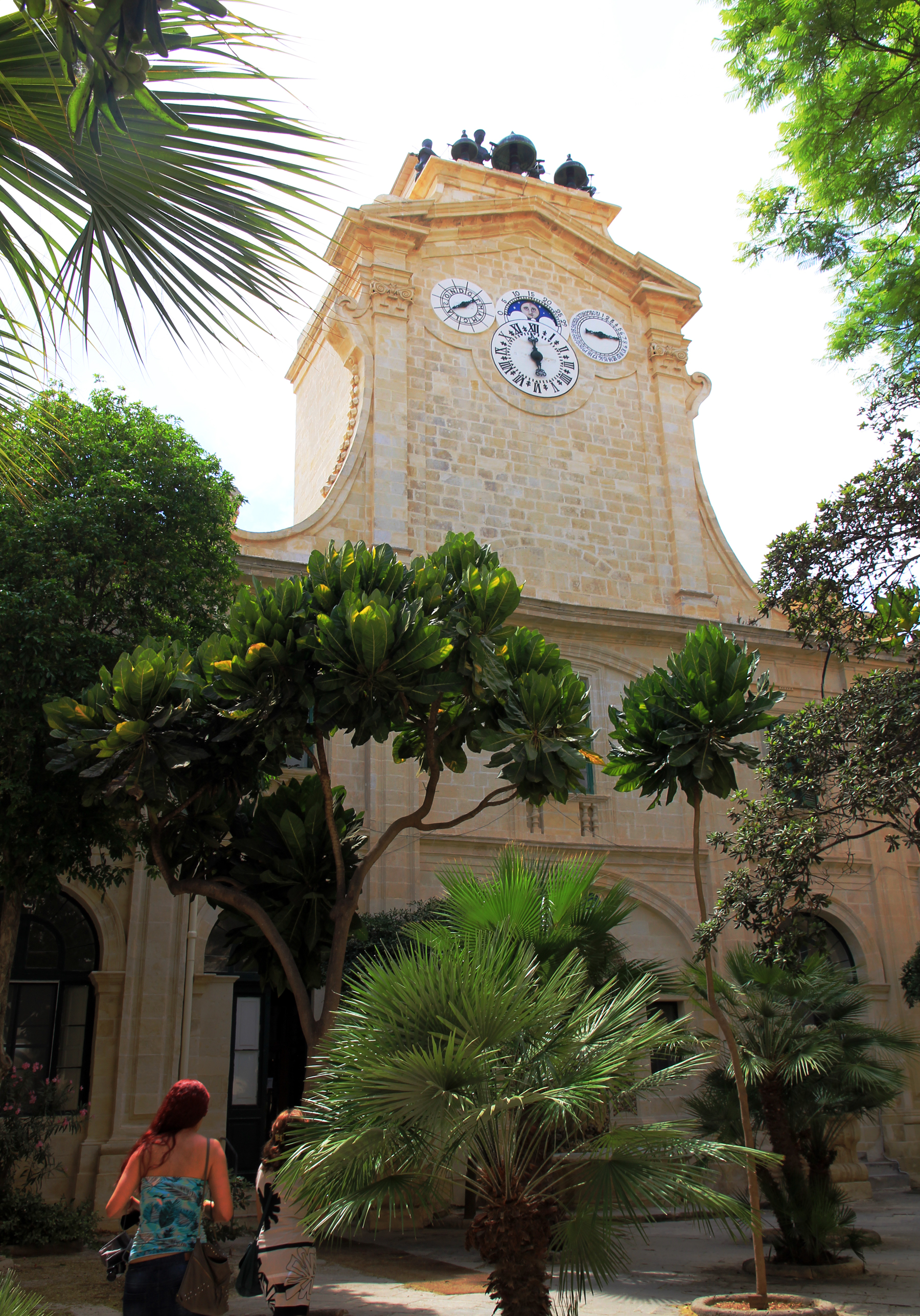
Башня с часами во дворе принца Альфреда

Дворец гроссмейстеров Мальтийского ордена (англ. Grandmaster's Palace, мальт. Palazz tal-Gran Mastru, чаще употребляется мальт. il-Palazz) — дворец на Мальте, в городе Валлетта, являющийся официальной резиденцией президента. До 2015 года также являлся местом заседаний парламента страны.

## Местоположение
Дворец находится в центре крепости Валлетты, выходя северо-западным фасадом на Дворцовую площадь, а главным западным — на улицу Республики.

## История
Дворец был построен вскоре после основания Валлетты для Великого магистра Мальтийского ордена на средства, выделенные европейскими державами после успешного снятия осады Мальты турками. Первоначальное деревянное здание было выстроено в октябре 1569 года, а каменное на его месте в 1571—1575 гг. по проекту мальтийского архитектора Джероламо Кассара, завершённому итальянцем Франческо Лапарелли, проектировавшим город. Дворец имел деревянные потолки, что было большой редкостью на острове. В 1724 году внутренние помещения были расписаны сиенцем Никколо Назони. В общей сложности дворец служил резиденцией для 21 великого магистра. После того, как Мальта была в 1798 оккупирована французами, дворец был разграблен и повреждён, однако в 1800 восстановлен британцами в качестве резиденции губернатора. В 1921 во дворце начались заседания парламента, а с 1976 он является резиденцией президента страны. Также во дворце размещается музей оружия.
В 1980 года дворец в рамках Старого города Валлетты был включён в список Всемирного наследия ЮНЕСКО.

## Описание
Построенный из известняка дворец имеет прямоугольную форму, 97 метров в длину и 83 метр в ширину, что делает его крупнейшим зданием города. Внешний вид дворца аскетичен и выполнен в стиле XVI века, кроме деревянных балконов на западной и северной сторонах, сооружённых взамен железных в 1741 году, и барочных подъездов.
Внутри дворца находятся два двора — имеющий выход на улицу Старого Театра двор Принца Альфреда и внутренний двор Нептуна, украшенный фонтаном.

## Посещение
Посетители допускаются во дворец ежедневно с 9:00 до 17:00, за исключением дней официальных мероприятий.

## Галерея

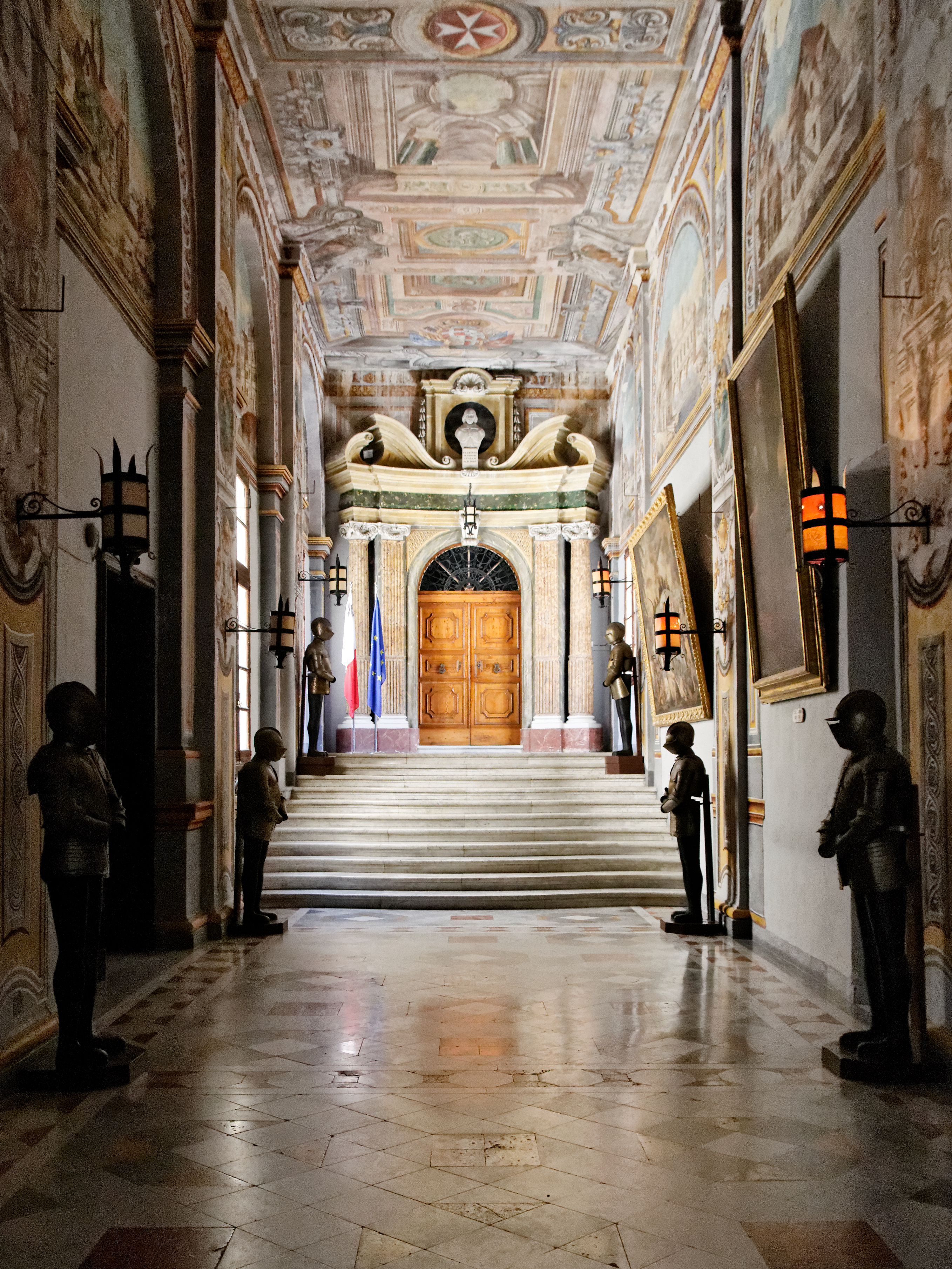
Коридор во Дворце гроссмейстера
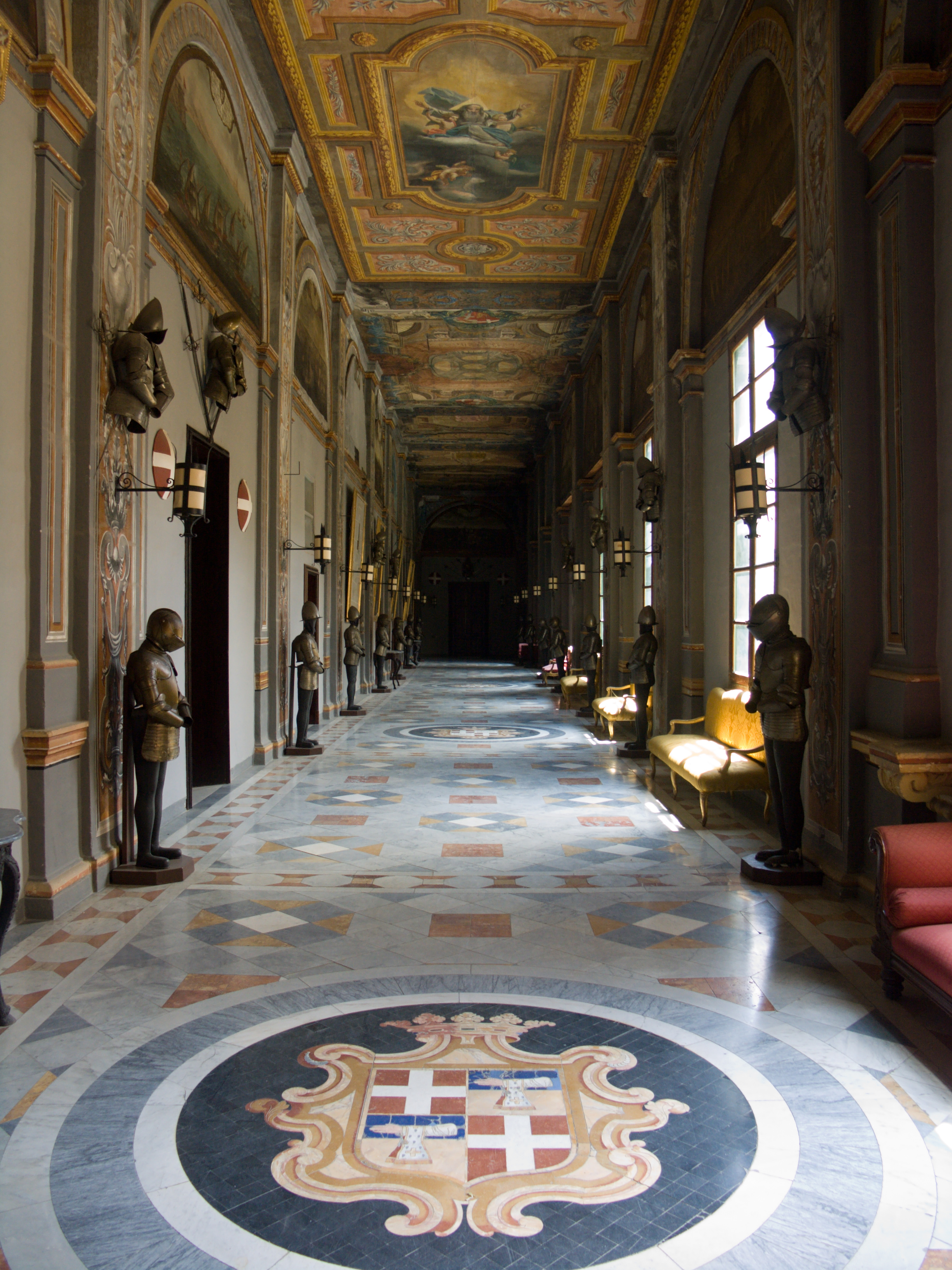
Оружейный коридор дворца
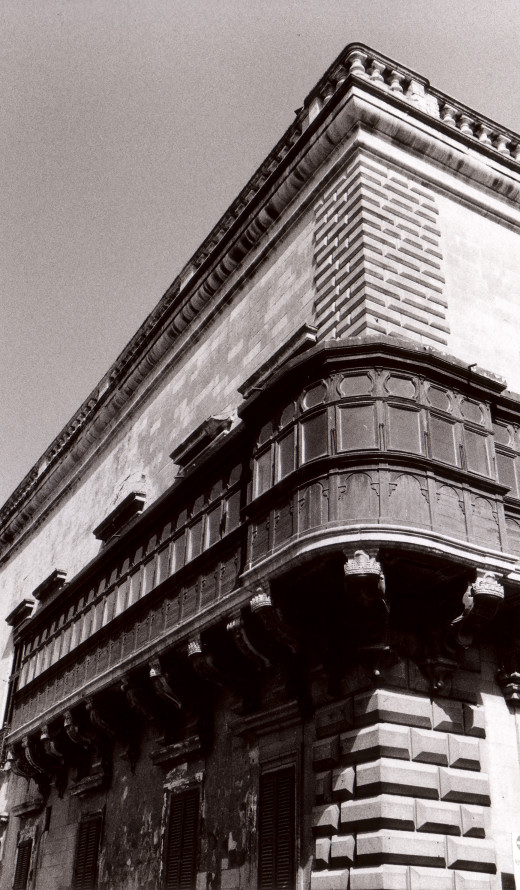
Балкон дворца
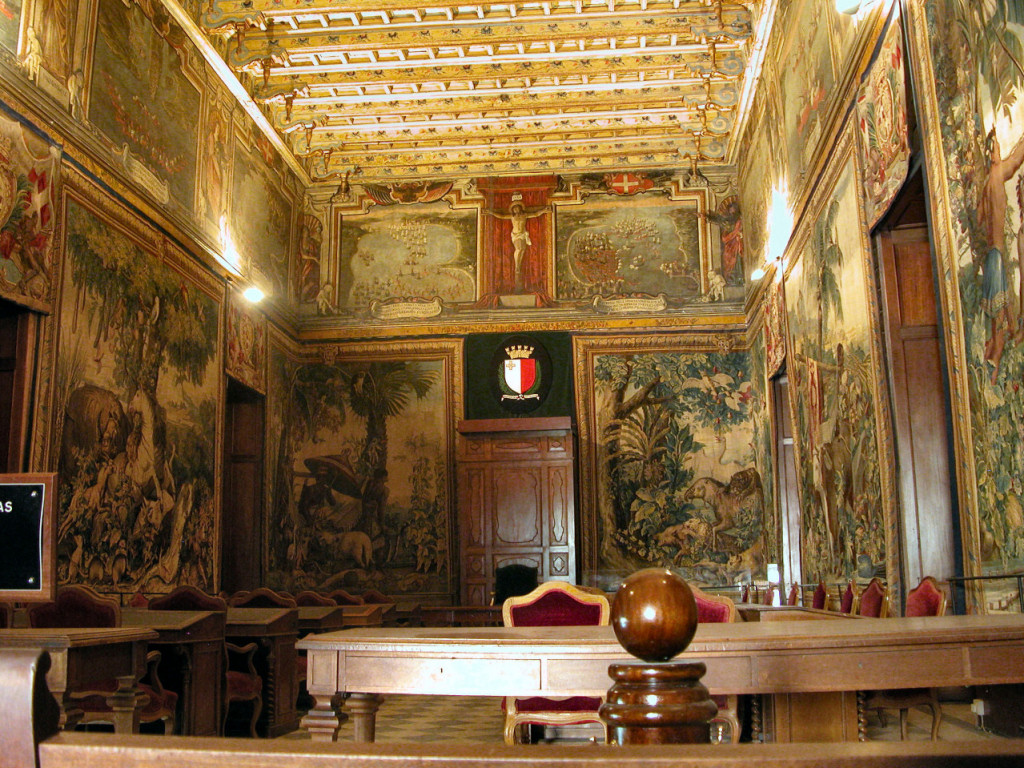
Зал Большого совета — местопребывание парламента до 1976 года, в настоящее время служащее для инаугурации президента и вручения наград
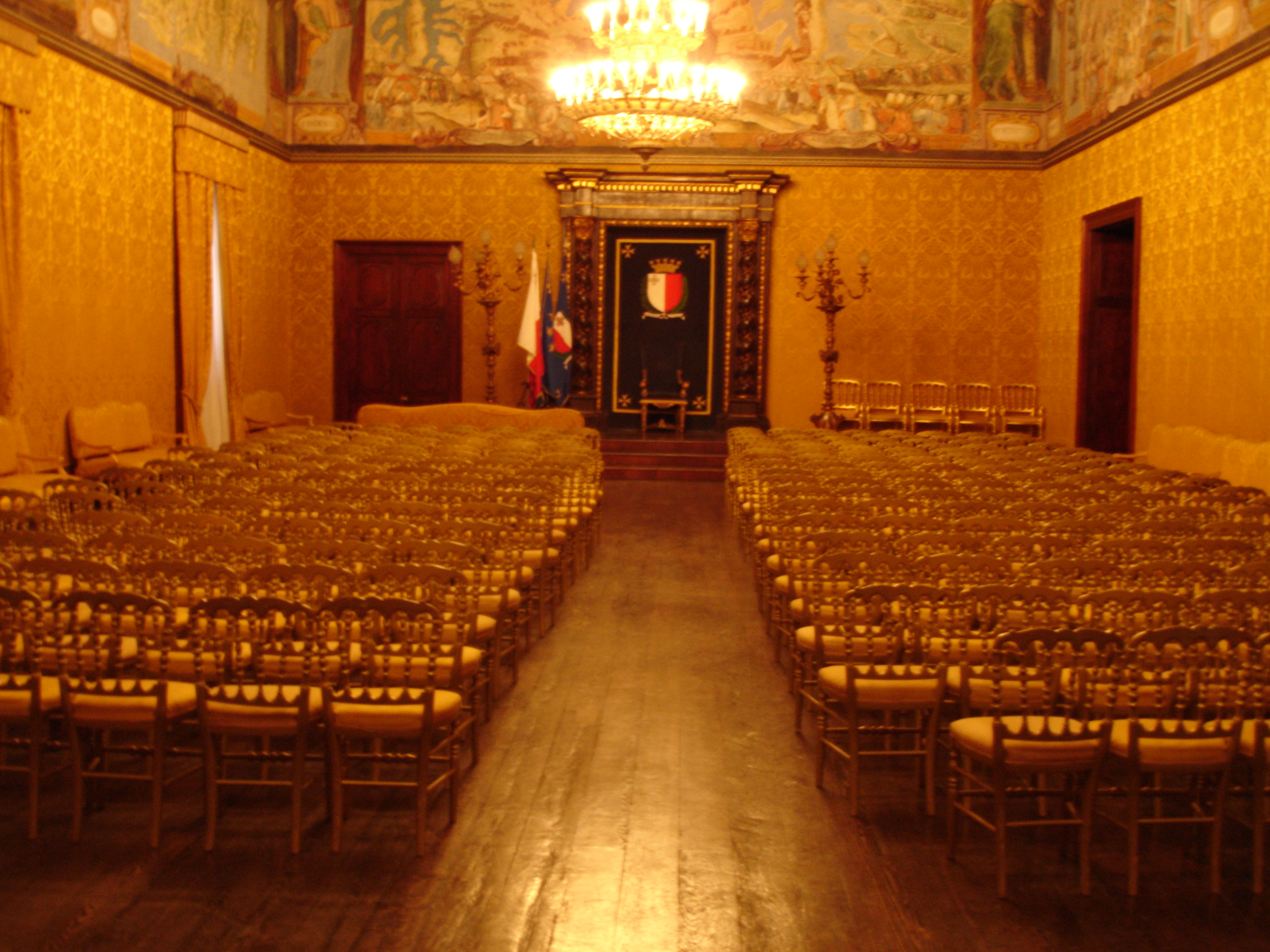
Зал Верховного совета — бывший зал совета рыцарей
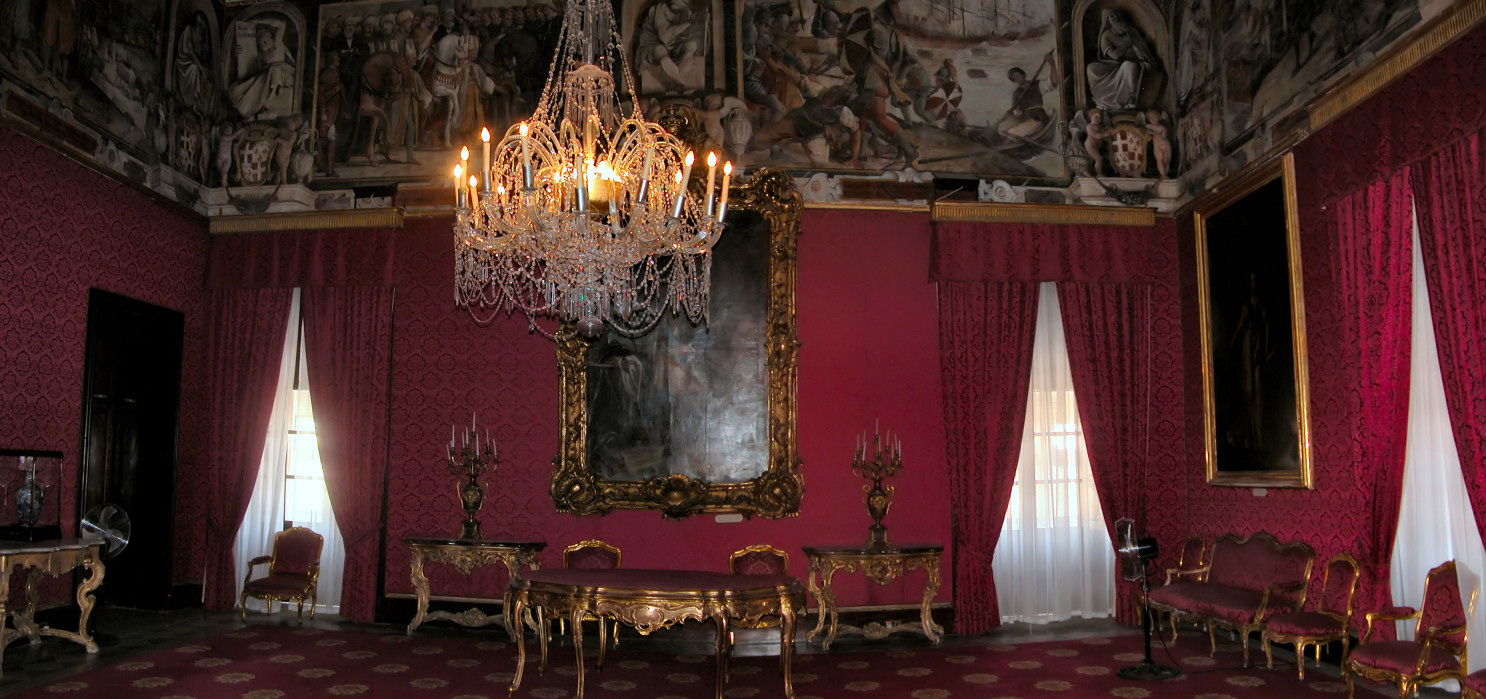
Посланническая комната